# Holger Nielsen
Holger Louis Nielsen (n. 18 decembrie 1866, Copenhaga, Danemarca – d. 26 ianuarie 1955, Hellerup⁠(d), amtul Copenhaga⁠(d), Danemarca) a fost un scrimer, trăgător de tir și atlet danez, laureat cu trei medalii la ediția inaugurală a Jocurilor Olimpice moderne în 1896 la Atena. Este și creatorul regulilor handbalului în 1898 și inventatorul unei metode de respirație artificială.

## Carieră
Nielsen era ofițer de artilerie în armata daneză, apoi a devenit instructor de gimnastică la gimnaziul din Ordrup în Copenhaga. A participat la trei probe în cadrul Jocurilor Olimpice din 1896 de la Atena. În prima zi a competiției a concurat la aruncarea discului. Rezultatul său este necunoscut, ceea ce înseamnă că nu s-a clasat printre primii patru. Apoi a participat în probele de tir sportiv, câștigând bronzul la pistol foc rapid pe distanță de 25 m și argintul la pistol liber pe distanță de 30 m. În proba de sabie, care s-a tras la fiecare cu fiecare, a înregistrat două victorii și s-a clasat pe locul trei din cinci participanți, cucerind medalia de bronz.
În 1898 a introdus în gimnaziul său sportul de echipă håndbold, un strămoș direct al handbalului modern, ale căror regulile au fost publicate în 1908. El a înființat Federația daneză de gimnastică în 1899, apoi Federația daneză de natație și salvare în 1907.
În perioada interbelică a lucrat și la îmbunătățirea metodelor de respirație artificială ale lui Silvester și lui Schafer. Mai întâi a dezvoltat o tehnică care combină avantajele ambelor metode, dar acesta necesita doi oamenii, unul pentru inspirație și altul pentru expirație. În 1932 a descris o variantă: salvatorul se așează la capul victimei, culcată pe burtă cu capul întors spre dreapta și bărbia pe mâini; salvatorul apasă pe spatele victimei pentru expirație și trage cele două brate spre el pentru inspirație. Tehnica a fost adoptată rapid de Crucea Roșie. Chiar dacă a fost înlocuită ulterior prin metoda   „gură la gură“, mult mai eficientă, metoda Nielsen mai este în uz și în ziua de astăzi în cazul vătămărilor grave ale gurii și feței.

## Legături externe
- Profil olimpic la Comitetul Olimpic Internațional
- en Holger Nielsen la Olympedia.org
- Demonstrations of the H. N. method of artificial respiration (194?) pe YouTube, Wellcome Library